# Arzamas (towarzystwo literackie)
Arzamas (ros. Арзамас) – towarzystwo literackie, działające w Petersburgu w latach 1815-1818. Celem towarzystwa było propagowanie nowych kierunków i stylów w literaturze (m.in. włączenie do poezji mowy potocznej) i szeroko rozumiane dyskusje społeczne i polityczne.

## Członkowie
"Arzamas" tworzyli przedstawiciele młodej rosyjskiej szlachty, wykształceni i obyci w świecie, wyznający liberalne poglądy, skupieni wokół charyzmatycznego Nikołaja Karamzina.

### Członkowie honorowi
- Nikołaj Karamzin
- Iwan Dymitriew

### Członkowie zwyczajni
- Dmitrij Daszkow
- Dmitrij Błudow
- Aleksander Turgieniew
- Siergiej Uwarow
- Konstantyn Batiuszkow
- Wasilij Puszkin
- Aleksander Puszkin
- Dmitrij Sewerin
- Filip Vigel
- Denis Dawidow
- Wasilij Żukowski